# Jan Wieruski
Jan Wieruski z Wieruszyc herbu Szreniawa (zm. 26 czerwca 1567 roku w Krakowie) – chorąży koronny w latach 1565–1566, starosta sądecki w latach 1566-1567, dworzanin królewski.
Pochowany w Trzcianie koło Bochni.